# Hans Schröder (Diplomat)
Hans Friedrich Carl Otto Schröder, auch Hans Schroeder (* 22. Oktober 1899 in Brüel; † 8. Januar 1965 in Konstanz) war ein deutscher Diplomat und Ministerialdirektor in der Zeit des Nationalsozialismus.

## Leben
Hans Schröder wurde geboren als Sohn des Stadtsekretärs Wilhelm Heinrich Carl Friedrich Schröder und dessen Frau Helene Louise Dorothee Johanna, geb. Wage, und am 19. November 1899 in der Stadtkirche Brüel getauft. Die Schulausbildung schloss Schröder 1917 mit der Primarreife ab. Daraufhin leistete er von Juni 1917 bis November 1918 Militärdienst. Nach der Auflösung des kaiserlichen Heeres wechselte er im Februar 1919 als Freiwilliger zum Grenzschutz bei der Organisation Escherich. Von dort entlassen begann er in eine kaufmännische Ausbildung und wurde ab Oktober 1920 zum Verwaltungsanwärter bei der Landdrostei in Schwerin erhoben. In dieser Zeit wurde er Mitglied der Deutsch-Völkischen Freiheitspartei. Seine Berufsausbildung beendete Schröder im Mai 1923 mit einer Prüfung zum Oberverwaltungssekretär.  Am Ende des gleichen Jahres wurde er Mitglied des „Stahlhelmbundes“.
Im April 1925 trat Schröder seinen Dienst im Auswärtigen Amt an. Nach einigen Monaten Bürodienst, wo er hauptsächlich als Kalkulator tätig wurde erhielt er ab Oktober 1925 eine Verwendung als Konsulatsdiätar an der deutschen Gesandtschaft in Budapest. Nach einem Jahr wurde er dort zum Konsulatssekretär ernannt. In dieser Position wechselte er im Dezember 1928 nach Kairo. Hier machte er die Bekanntschaft mit der Familie Heß. Durch Rudolf Heß kam er mit der NSDAP in Berührung, der er am 1. März 1933 beitrat. Bald erhielt er den Rang des Ortsgruppenleiters in Alexandrien und wurde 1934 zum Landesgruppenleiter Ägypten der NSDAP-Auslandsorganisation ernannt. Zwei Jahre später hatte er das Amt des NS-Gauleiters z.b.V. für den Zuständigkeitsbereich der deutschen Gesandtschaft in Ägypten. Vor allem Rudolf Heß, der inzwischen Stellvertreter von Hitlers geworden war, verdankte Schröder eine steile Karriere seit seinem Wechsel 1937 nach Berlin. Im Januar 1937 wurde er zum Legationsrat der Personalabteilung befördert und war nun zuständig für den mittleren Dienst und die Angestellten des Amtes. Ende des gleichen Jahres trat er in die SA ein. Im August 1938 erfolgte Schröders Beförderung zum Vortragenden Legationsrat und nun war er als Personaldezernent für die Höheren Beamten verantwortlich. Im April 1939 war Schröder Gesandter I. Klasse und Stellvertretender Leiter der Personal- und Verwaltungsabteilung und ab Februar 1941 Leiter jenes Ressorts. Inzwischen war er auch in der SA-Formation im November 1940 zum SA-Standartenführer und zwei Jahre später zum SA-Oberführer aufgestiegen.
In seiner Position im Personalbereiche des Auswärtigen Amtes bemühte sich Schröder vor allem darum, den Personalbereich mit NS-Kadern zu bestücken oder die ihm Unterstellten dazu zu bewegen, Mitglied der NSDAP zu werden. So gehörten im September 1943 bereits drei Ministerialdirigenten seines Arbeitsbereiches der Partei an. Sein Stellvertreter war der 1946 in Moskau wegen Kriegsverbrechen zum Tode verurteilte und hingerichteten Helmut Bergmann. Unter den führenden Mitarbeitern des Amtes galt Schröder als „Graue Eminenz“ und mehrere Personen seines Umfeldes fühltem sich ihm verpflichtet, da er auch ihnen in persönlichen Angelegenheiten geholfen hatte. Dazu gehörten auch Beamte, die mit der Partei in Konflikt geraten waren oder auf Grund ihrer familiären Situation rassisch diskriminiert wurden. Dabei kann aber seine Haltung in solchen Fällen nicht als Widerstand ausgelegt werden. Ihm ging es in erster Linie um die Funktionsfähigkeit seines Arbeitsbereiches und im weitesten Sinne auch des Amtes. Denn in mehreren anderen „Fällen“ wurde deutlich, dass er systemerhaltend agierte. Als ihm im Herbst 1942 die vorgesehene Verhaftung von Legationsrat Rudolf von Scheliha durch Mitarbeiter der Gestapo angekündigt wurde, behielt er Stillschweigen und registrierte im Dezember das vollstreckte Todesurteil. Auch bei der geplanten Festnahme des stellvertretenden Presseattachés Eckard Tertsch (* 1906) war Schröder in den Plan der Gestapo eingeweiht, ihn nach Berlin zu locken um anschließend seine Einlieferung in ein KZ vollziehen zu können.
Seit Ende 1942 war Schröder an Aktivitäten einer Gruppe aus der Abteilung Deutschlands des Auswärtiges Amtes beteiligt, zu der ihr Leiter und Unterstaatssekretär Martin Luther, die beiden Referatsleiter Franz Rademacher und Franz Geiger gehörten, die durch Intrigen die Entmachtung des Reichsaußenministers Joachim von Ribbentrop herbeiführen wollten. Sie hatten umfangreiches Material über den Lebenswandel, den Raub von Kunstgegenständen, das widerrechtliche Anhäufens von Besitztum und die missbräuchliche Verwendung von staatlichen Geldern durch Ribbentrop gesammelt. Bestärkt durch den Leiter des Auslandsnachrichtendienste (Amt VI) im Reichssicherheitshauptamt Walter Schellenberg wollten sie im Februar 1943 den Schritt zur Bloßstellung des Reichsaußenministers gehen. Kurzfristig wurden sie daraufhin inhaftiert und durch den SS-Gruppenleiter Heinrich Müller persönlich vernommen. Keiner von ihnen verriet, dass Schröder in das Komplott einbezogen war. Einen Tag später wurden mehrere von ihnen aus dem Reichsdienst entlassen und der Waffen-SS zugeordnet. Kurz danach, im März 1943 hatte Schröder seine Zustimmung für einen rechtzeitigen Abtransport der Aktenbestände des Politischen Archivs des Auswärtigen Amtes gegeben. Sein Amt übte er bis Mai 1945 aus.
Nach Zerschlagung des „Dritten Reiches“ und der deutschen Kapitulation wurde Schröder interniert und durch Robert Kempner im Zuge der Ermittlungen zu den Nürnberger Prozessen sowie den geplanten Wilhelmstraßen-Prozess vernommen. Danach war Schröder zunächst in der Wirtschaft tätig und wechselte in den 1950er Jahren zum BND. Als Mitarbeiter des BND unter dem Decknamen „Schellwitz“ warb er 1956 den SS-Standartenführer Eugen Steimle für die Zusammenarbeit an. Anfangs war Schröder zuständig für den Bereich Württemberg und wechselte später in den persönlichen Stab von Reinhard Gehlen. Zum 31. Oktober 1964 erfolgte als Leitender Regierungsdirektor seine Verabschiedung in den Ruhestand. Wenige Monate später verstarb er Anfang 1965 in Konstanz. In einem erinnernden Text schrieb sein früherer Mitstreiter Werner Otto von Hentig über Ministerialdirektor Schröder: „ein Nationalsozialist, der seiner alten Behörde und ihrem Beamtenethos treu“ geblieben ist.